# Andrzej Rzepliński
Andrzej Rzepliński, né le 26 novembre 1949  à Ciechanów (Mazovie), est un juriste polonais, membre de la Fédération internationale d'Helsinki pour les droits de l'homme, président du Tribunal constitutionnel polonais de 2010 à 2016.

## Biographie
Andrzej Rzepliński a fait des études de droit à l'université de Varsovie, soutenant sa thèse de doctorat en 1978 (criminologie). Après avoir été membre du PZPR, il est un des responsables de Solidarność, un des fondateurs du Centrum Obywatelskich Inicjatyw Ustawodawczych Solidarności (pl) qui regroupe les juristes du syndicat indépendant.
Sa thèse d'habilitation (1990) porte une analyse de la Justice sous le régime communiste en Pologne.
Il rejoint le Comité Helsinki et est expert auprès de l'ONU, du Conseil de l'Europe, de l'Organisation pour la sécurité et la coopération en Europe en criminologie, en droit pénal et en droits de l'homme.
Il participe en 1998 aux travaux sur la création de l'Institut de la mémoire nationale (Commission de poursuite des crimes contre la nation polonaise).
En décembre 2007, il est élu juge membre du Tribunal constitutionnel de la République de Pologne sur recommandation de la Plate-forme civique. En décembre 2010, il devient président du Tribunal. Julia Przyłębska lui succède en décembre 2016.

## Décorations
Il est décoré de l'ordre Polonia Restituta (1997) et de décorations étrangères comme l'Ordre du Grand-Duc Gediminas (Lituanie) et la croix Pro Ecclesia et Pontifice (Saint-Siège).